# Petr Parma
Petr Parma (* 24. srpna 1954 Uherské Hradiště) je český psychoterapeut a kouč, zakladatel školy systemického koučování, jemuž se dlouhodobě věnuje i v podnikání (včetně organizování konferencí) a výuce.

## Život
Narodil se a do roku 1992 žil a pracoval v Uherském Hradišti, poté žil střídavě v Uherském Hradišti a Praze. Studoval na Pedagogické fakultě Masarykovy Univerzity v Brně, poté na Filozofické fakultě Univerzity Palackého v Olomouci, absolvoval Institute fur Systemiche Studien Hamburg, Institut M. H. Ericksona v Brně.
Praxi zahájil na začátku osmdesátých let. Vedle své hlavní práce se intenzivně věnoval přednáškové činnosti v rámci tehdejší Socialistické akademie, především sexuální výchově a výchově k manželství a rodičovství na školách a ve společenských organizacích. Po krátké době dostal i do hospodářských organizací, podniků a závodů. Od roku 1983 se po boku Františka Peřiny podílel na organizaci mezinárodních vědeckých konferencí „O sexualitě a partnerských vztazích“; od roku 1990 byl jejich hlavním organizátorem a vede vědecký výbor konferencí, v němž působí Radim Uzel, Petr Weiss a Jaroslav Zvěřina. Konference jsou typické tím, že kromě vědeckého obsahu se zaměřují na humor v sexualitě a partnerských vztazích a probíhají méně formálně, než je zvykem.
První profesionální zkušenosti získával při tvorbě a realizaci projektu psychoterapie dětí s lehkou mozkovou dysfunkcí v pedagogicko-psychologické poradně (společně s Petrem Kulišťákem). Pokračoval téměř desetiletím v manželské a předmanželské poradně, kde společně s Františkem Peřinou realizoval několik výzkumných projektů a publikoval odborné články.
V roce 1993, krátce po zahájení své soukromé praxe, se spojil s Jaroslavem Seifertem (společnost JASEKA) a vytvořil nový koncept systemického koučování. Od tohoto roku je plně v soukromé praxi (psychologické poradenství a diagnostika, systemická terapie a koučování), poté spoluzaložil psychologicko-poradenskou společnost Extima a několik dalších firem, například Institut systemického koučování a Institut systemických studií. V roce 1997 se přesídlil natrvalo do Prahy.
Do roku 2017 praktikoval ve své soukromé poradně, působí ve svých firmách, je externím učitelem na Katedře psychologie Filozofické fakulty Univerzity Karlovy v Praze a členem Komise pro obhajobu doktorských dizertačních prací Fakulty informatiky a statistiky VŠE Praha. Působil jako supervizor a lektor v manželském a rodinném poradenství.
Dnes žije v Praze 4.

## Publikace (výběr)
- Petr Parma, Radim Uzel a kol.: Sex a lidské vztahy humorně i vážně, SPRSV 1997
- Umění koučovat, Alfa 2006